# Culex fernandezi
Culex fernandezi är en tvåvingeart som beskrevs av Casal, Garcia och Cavalieri 1966. Culex fernandezi ingår i släktet Culex och familjen stickmyggor. Inga underarter finns listade i Catalogue of Life.